# Karl Cornely
Karl Josef Rudolf Cornely (* 19. April 1830 in Breyell; † 3. März 1908 in Trier) war ein deutscher Jesuit und Bibelwissenschaftler.

## Familie
Karl Josef Rudolf Cornely (Rufname Karl) war der Sohn des Goldarbeiters Mathias Anton Cornely (1790–1858) und der Maria Catharina Elis (1791–1866); seine Großeltern waren der Schankwirt Wilhelm Melchior Cornely aus Dülken und Catharina Ida Langens (* 1761 Tegelen) sowie der Schankwirt Johann Heinrich Goebbels und Jakobine Houba aus Tegelen.

## Ausbildung
Nach Abschluss seiner schulischen Ausbildung ging er an die Königliche Theologische und Philosophische Akademie, der Vorläuferin der Universität Münster und zur damaligen Zeit eine akademische Lehranstalt zur Ausbildung von Geistlichen und Gymnasiallehrern für die Diözese Münster. 1852 trat er der Societas Jesu bei. Seine Vorgesetzten erkannten seine Fähigkeiten und entschieden, ihm die bestmögliche praktische und theoretische Ausbildung zu ermöglichen. Als sein Noviziat beendet war, hörte er zwei Jahre lang Kurse in Scholastik in Paderborn und Bonn, sowie ein weiteres Jahr in geistlicher und weltlicher Rhetorik. Anschließend wurde er nach Feldkirch entsandt, um Latein, Griechisch und Deutsch zu unterrichten und den Disputationen der Philosophiestudenten vorzusitzen (1857–1859). Er kehrte nach Paderborn zurück, belegte hier Kurse in Dogmatik und Moraltheologie, bevor er 1860 zum Priester geweiht wurde.
Die nächsten Jahre widmete er dem Studium der orientalischen Sprachen in Deutschland, Ghazir (Libanon), in Ägypten und Paris, und erlangte ein umfangreiches Wissen in Syrisch, Arabisch, Samaritanisch und Aramäisch. Nach fünf Jahren wurde er nach Maria Laach versetzt, um seine wissenschaftlichen Ergebnisse im Lichte dogmatischer Theologie für seine Dissertation und Promotion auszuarbeiten.
Nachdem er das dritte Jahr mit den üblichen jesuitischen Übungen und anderen spirituellen Praktiken verbracht hatte, wurde er zum Professor für Exegese und orientalische Sprachen in Maria Laach ernannt.

## Herausgeber der „Stimmen aus Maria-Laach“
Als die Jesuiten die Zeitschrift Stimmen aus Maria-Laach gründeten (1870), wurde Cornely zuerst einer der regelmäßigen Autoren und war von 1872 bis 1879 dann deren Schriftleiter. Sein klarer und kraftvoller Stil ist am ehesten mit dem der deutschen Klassiker zu vergleichen. Die Entrüstung und Ironie, die er dabei den Altkatholiken, den Protestanten und der Politik zukommen lässt, ist durch die Angriffe auf seine Kirche und seinen Orden im Kulturkampf begründet.
Die Vertreibung der Jesuiten aus Deutschland 1872 unterbrach seine Tätigkeit als Professor und machte seine Aufgabe als Schriftleiter äußerst schwierig. Mit drei oder vier seiner Ordensbrüder siedelte er nach Tervuren über, und obwohl viele seiner Mitarbeiter und die reiche Bibliothek von Maria-Laach an verschiedenen Plätzen verstreut waren, ist es ihm nicht nur gelungen, die Zeitschrift auf ihrem früheren Niveau zu halten, sondern auch ihren Einfluss auf das katholische Deutschland zu stärken und zu erweitern. Die meisten der Männer, die von diesem Zeitpunkt an zu den Stimmen beitrugen, wurden durch die Cornelys Persönlichkeit gewonnen und durch ihn ausgebildet, wodurch Ton und Tendenz sichergestellt wurden. Eine wichtige Etappe in der Entwicklung der Stimmen war 1876 das Erscheinen der ersten Ergänzungshefte, deren Gründung durch die zahlreichen philosophischen Schriften von Tilman Pesch (1836–1899) initiiert worden war, die nicht alle in den Stimmen publiziert werden konnten, ohne den Charakter der Zeitschrift zu verändern.

## Die katholischen Missionen
1873 gründete Cornely die Zeitschrift Die katholischen Missionen. Dieses Magazin wandte sich an deutsche Leser und beschrieb die Arbeit und Erfolge der deutschen Missionare sowie die Geschichte, Geographie und ethnographischen Merkmale der deutschen Missionen im Ausland. Anfang leistete Cornely die Hauptarbeit bei dieser Zeitschrift selbst, die aber bald auf mehrere Schultern verteilt wurde: Cornely schrieb über Europa und Australien, Alexander Baumgartner über Asien, Wilhelm Kreiten über Afrika und Franz von Hummelauer über Amerika.

## Professor in Rom
1879 wurde Cornely zum Professor für Exegese an der Gregoriana in Rom ernannt. Hier entwarf und schrieb er die ersten Bände von Cursus Scripturæ Sacræ, einer vollständigen biblischen Enzyklopädie, der größten Publikation dieser Art in der neuen katholischen Literatur. Um dieses große Vorhaben umzusetzen, bedurfte es der gemeinsamen Anstrengungen vieler Gelehrter. Cornely selbst schrieb die allgemeinen und speziellen Einführungen und die Kommentare zu den Paulusbriefen. 1889 lehnte er es ab, weiter Vorlesungen zu halten, um seine gesamte Energie in dieses Werk zu stecken. Er führte seine Bibelstudien ab dann bis 1902 in Bleijenbeek und anschließend in Trier weiter, wo er 1908 starb.
Einen Namen machte er sich außerdem durch seine Introductio in Scripturam Sacram (3 beziehungsweise 4 Bände, Paris 1885–87, Neudruck 1925, Auszug, besorgt von P. Merk, 1944, französisch Paris 1930). Mit diesem Werk hat er führend auf die katholische Bibelwissenschaft eingewirkt und hatte bei mehreren lehramtlichen Entscheidungen der Kirche über Bibelfragen maßgeblichen Einfluss.

## Werke (Auswahl)
- Leben des sel. Spinola (Mainz, 1868)
- Analyses librorum sacrorum N. T. (Paris, 1888)
- Commentarium in priorem ep. ad Corinthios (Paris, 1890)
- Commentarius in epistolas ad Cor. alterum et ad Galatas (Paris, 1892)
- Introductio generalis in U. T. libros sacros (Paris, 1893)
- Commentarius in ep. ad Romanos (Paris, 1896)
- Introductio specialis in historicos V. T. libros (Paris, 1897)
- Introductio specialis in didacticos et propheticos V. T. libros (Paris, 1897)
- Introductio specialis in singulos N. T. libros (Paris, 1897)
- Psalmorum synopses (Paris, 1899)
- Synopses omnium librorum sacrorum (Paris, 1899)
- Historicæ et criticæ Introductionis in U. T. libros Compendium (Paris, 1900)
- Leben des sel. Petrus Faber (Freiburg, 1900)